# Gonatodes infernalis
Espèce
Gonatodes infernalis est une espèce de geckos de la famille des Sphaerodactylidae.

## Répartition
Cette espèce est endémique de l'État d'Amazonas au Venezuela.

## Publication originale
- Rivas & Schargel, 2008 : Gecko on the rocks: an enigmatic new species of Gonatodes (Sphaerodactylidae) from Inselbergs of the Venezuelan Guayana. Zootaxa, n. 1925, p. 39-50.